# 대보항
대보항(大甫港)은 경상북도 포항시 남구 호미곶면 대보리에 있는 어항이다. 1971년 12월 21일 국가어항으로 지정되었다. 관리청은 해양수산부 동해어업관리단, 시설관리자는 포항시장이다.

## 연혁
- 동명으로 불리다가 태부로 개명한 후 다시 대부로 개칭하여 지금에 이르렀다. 한류와 난류가 교차하는 해역으로 각종 물고기의 회유지여서 정치망 어업이 활발하고, 오징어, 꽁치, 고등어, 김, 미역, 전복, 성게 등 각종 수산자원이 풍부하다.
- 대보항은 천연적으로 항내가 만입되어 있으며 양호한 조건을 갖추고 있는 항으로 1984년 기본시설을 완공하고 1995년 정비계획을 수립한 후 2000년 기본시설을 재검토(도제계획) 했다.[1]

## 어항구역
본 항의 어항구역은 다음과 같다.
- 수역: 장기압 등대에서 장기압으로 향한 선을 따라 형성된 공유수면[2]
- 육역: 경상북도 포항시 남구 호미곶면 대보리 249-16 외 9필지 (세부내역 생략)[3]

## 주요 어종
- 가자미, 문어, 대구

## 특색
- 대보항은 인근어장과 인접하여 있어 풍부한 수산자원을 보유하고 있으며 특히 가자미, 문어, 대구가 많이 잡힌다. 드라이브 코스로 잘 알려진 해안도로를 따라 달리면 시원한 바다 바람이 가슴 속까지 시원하게 만들어 준다.[4]

## 주변관광명소
한반도를 호랑이의 형상으로 봤을 때 호랑이의 꼬리부분에 해당되는 호미곶은 전국에서 일출을 가장 빨리 볼 수 있어서 매년 관광객들의 발길이 끊이지 않으며, 호미곶 내에 있는 상생의 손과 등대 박물관 등이 또 하나의 명소로 기억되고 있다.
- 호미곶 상생의 손 : 호미곶 해맞이 축전을 기리는 상징물로 새천년을 맞아 온 국민이 서로를 도우며 살자는 뜻으로 만든 조형물이다.
- 국립등대박물관 : 등대의 역사적, 문화적 가치와 해양 안전에 기여하는 역할을 국민에게 알리기위한 국내 유일의 등대 전문 박물관이다.
- 연오랑과 세오녀 : 연오랑 세오녀는 호미곶 해맞이 광장에 우뚝 솟아 한반도에서 가장 먼저 해가 뜬다는 호미곶 마을을 상징하고 있다.
- 구룡포 일본인거리 : 일제강점시절 일본인들의 집단 거류지인 장안동 골목은 드라마 '여명의 눈동자'의 일본거리 세트장으로 활용될 정도로 1930년대부터 해방까지의 일본풍 거리의 모습이 잘 보존되어 있다.

## 참고사항
- 지방어항으로 지정된 대보1리항은 남남동 쪽으로 직선거리 1.5 km 떨어진 곳에 위치하고 있다.